# Leandro Rodrigues
Leandro Rodrigues (31 de enero de 1982) es un exfutbolista brasileño que se desempeñaba como delantero.
Jugó para clubes como el Oita Trinita, São Caetano, Mogi Mirim, Grêmio Barueri, Santos, Ponte Preta, Kalmar FF y Chapecoense.

## Trayectoria

### Clubes
| Club           | País      | Año         |
| -------------- | --------- | ----------- |
| Oita Trinita   | Japón     | 2001        |
| São Caetano    | Brasil    | 2002        |
| Mogi Mirim     | Brasil    | 2003 - 2004 |
| Mirassol       | Brasil    | 2004        |
| Grêmio Barueri | Brasil    | 2005        |
| Iraty          | Brasil    | 2005        |
| Santos         | Brasil    | 2006        |
| Grêmio Barueri | Brasil    | 2007        |
| Ponte Preta    | Brasil    | 2008        |
| Kalmar FF      | Suecia    | 2009        |
| Canoas         | Brasil    | 2010        |
| Chapecoense    | Brasil    | 2011        |
| Brusque        | Brasil    | 2012        |
| South China    | Hong Kong | 2012        |
| Veranópolis    | Brasil    | 2012        |